# Unfit for Swine
Unfit For Swine é o segundo álbum de estúdio do cantor John Schlitt, lançado em 1996.

## Faixas
1. "Save Me" – 3:37 (Dann e David Huff)
2. "God Is Too Big" – 3:42 (John Schlitt, Mark Heimermann e Ronny Cates)
3. "Can't Get Away" – 4:18 (Heimermann e Toby McKeehan)
4. "We Worship You" – 4:12 (John Schlitt, Heimermann, Heimermann e Dann Huff)
5. "Need I Remind You" – 4:15 (John Schlitt, Heimermann, e Heimermann)
6. "Take You On" – 3:53 (Ronny Cates)
7. "Helping Hand" – 4:49 (Dann e David Huff)
8. "There Is Someone" – 3:45 (John Schlitt e Rich Gootee)
9. "I Killed A Man" – 3:57 (John Schlitt, Heimermann, Heimermann e Dann Huff)
10. "Don't Have To Take It" – 3:48 (John Schlitt, David Huff, David Lichens e Jim Cooper)